# Кантюковка
Кантюко́вка (рос. Кантюковка, башк. Кантюковка) — присілок у складі Стерлітамацького району Башкортостану, Росія. Входить до складу Наумовської сільської ради.
Населення — 312 осіб (2010; 249 в 2002).
Національний склад:
- татари — 74%